# The Go Masters
Pour plus de détails, voir Fiche technique et Distribution.
The Go Masters (未完の対局, Mikan no taikyoku) est un film sino-japonais réalisé par Duan Ji-shun, Jun'ya Satō et Liu Shu'an, sorti en 1982.

## Synopsis
Un maître de go japonais découvre un jeune prodige du jeu en Chine et l'invite à venir étudier au Japon. Mais quand la Seconde Guerre mondiale éclate et que la Chine est envahie par le Japon, celui-ci doit choisir entre sa carrière et son pays.

## Fiche technique
- Titre : The Go Masters[1]
- Titre original : 未完の対局 (Mikan no taikyoku)
- Réalisation : Duan Ji-shun, Jun'ya Satō et Liu Shu'an
- Scénario : Ge Tang-tong, Fumio Kōnami, Li Hong-zhou et Yasuko Ōno
- Musique : Hikaru Hayashi et Jiang Ding-xian
- Photographie : Shōhei Andō et Luo De-an
- Décors : Takeo Kimura
- Montage : Akira Suzuki (ja)
- Production : Masahiro Satō et Wang Zhi-min
- Société de production : Beijing Film Studio, China Film Co-Production Corporation, Daiei Studios, Mikon no taikyoku Production Committee et Tokyo Tokuma
- Pays de production :  Japon et  Chine
- Genre : Drame, historique et guerre
- Durée : 123 minutes
- Dates de sortie : 
  - Japon : 15 septembre 1982[2]

## Distribution
- Rentarō Mikuni : Rinsaku Matsunami
- Misako Konno : Tomoe
- Nobuko Otowa
- Hideji Ōtaki
- Yoshiko Mita
- Tsukasa Itō
- Jun'ichi Ishida
- Du Peng : Guan Xiao-chuan
- Huang Zongying : Kuang Yuan-zhi
- Shen Dan-ping : Xiong Ahui
- Shen Guan-chu : Kuang Aming
- Sun Daolin : Kuang Yi-shan
- Yu Shao-kang : Dr. Zhang
- Zhang Lei : Xiao Ahui
- Keiko Matsuzaka

## Distinctions
Le film a reçu le Grand prix des Amériques et le Prix du jury œcuménique au Festival des films du monde de Montréal,. Il a également été nommé pour deux Japan Academy Prizes.

## Autour du film
C'est le réalisateur Noboru Nakamura qui au départ devait réaliser The Go Masters, la coproduction sino-japonaise centrée sur l'amitié de deux grands joueurs de go, l'un Japonais, l'autre Chinois, mise à mal par la guerre qui oppose les deux pays. Mais la préparation du film est si longue, chaque détail étant soigneusement discuté par les deux parties, que Noboru Nakamura tout comme l'acteur principal chinois meurent avant le début du tournage. C'est Jun'ya Satō qui est choisi pour remplacer Nakamura.